# Raimonda Șeinfeld
Raimonda Șeinfeld (n. 18 septembrie 1951, Chișinău) este o pianistă și pedagoagă moldoveană și israeliană, Artist emerit al Republicii Moldova.

## Biografie
Raimonda Șeinfeld s-a născut la Chișinău într-o familie de evrei. A absolvit școala de muzică „Eugen Coca” și absolvit Conservatorul de Stat din Moldova (1974))(cu Tatiana Voițehovschi (pian)) și doctoratul la Conservatorul de Stat din Sankt-Petersburg (1976). Ulterior și-a perfecționat arta la Conservatorul P.I. Ceaikovski din Moscova (1982-1988) și la Conservatorul J.Vitols din Riga (1984) cu A. Yadmanis și I. Graubin (pian).  Este laureată a unor concursuri naționale și internaționale în Moldova, Lituania, Iugoslavia, Israel. Între anii 1976-1991 a fost conferențiar la catedra pian a Conservatorului de Stat din Chișinău. 
Ulterior lucrează la școala de muzică privată Funky Music din Hod HaSharon, iar începând din anul 2007 este concertmaistru invitat la Școala superioară de muzică din Tel Aviv. 
Din anul 1993 colaborează cu Uniunea Compozitorilor din Israel. A făcut parte din juriul mai multor concursuri de interpretare instrumentală. 
Susține o activitate interpretativă intensă în Israel și Europa. Evoluează ca solistă, dar și în componența duetului de piane Șeinfeld- Logaciov, trioului feminin Sheinfeld-Steinfer- Pundik.  A înregistrat câteva CD-uri, multiple creații contemporane sunt înregistrate la posturile de radio din Israel și Serbia. A evoluat cu multe orchestre, colaborând cu dirijori cunoscuți ca Alfred Gherșfeld (SUA), N. Giuliani (Italia)
B. Sudjic (Serbia),Ju. Domarkas (Lituania), V. Kataev  (Rusia), G. Provatorov  (Rusia), Timofei Gurtovoi (Moldova)
I. Alterman (Moldova). U. Meir (Israel). Leonti Wolf (Israel), Yuval Tzaliuk (Israel), T. Ilan (Israel), O. Hadari (Israel),Liana Isakadze (Germania), Ovidiu Bălan (România)

## Participări la festivaluri și concursuri
- Laureată a concursului Tinerilor interpreți. Chișinău, 1966
- Laureată a Concursului M. Ciurlionis din Vilnius, 1968
- Laureată a concursului interzonal de la Chișinău (1969)
- A participat la Festivalul muzical "Vocaliza de toamnă" (Chișinău, 2010) dedicat lui Serghei Rahmaninov.

## Premii și distincții
- Artist Emerit al Republicii Moldova